# Villa Carampangue
Villa Carampangue, o simplemente Carampangue, fue una de las comunas que integró el antiguo departamento de Arauco, en la provincia de Arauco.
En 1907, de acuerdo al censo de ese año, la comuna tenía una población de 10435 habitantes. Su territorio fue organizado por decreto del 22 de diciembre de 1891, a partir del territorio de las Subdelegaciones 2.° Carampangue, 3.° La Villa, 4.° Manquehua y 5.° Colico.

## Historia
La comuna fue creada por decreto del 22 de diciembre de 1891, con el territorio de las Subdelegaciones 2.° Carampangue, 3.° La Villa, 4.° Manquehua y 5.° Colico.
Un decreto del 30 de mayo de 1894 estipula que el nombre de la comuna pasa de ser Carampangue a Villa Carampangue.
Esta comuna fue suprimida mediante el Decreto con Fuerza de Ley N.º 8.583 del 30 de diciembre de 1927, dictado por el presidente Carlos Ibáñez del Campo como parte de una reforma político-administrativa, anexando su territorio a las comunas de Arauco y Curanilahue. La supresión se hizo efectiva a contar del 1 de febrero de 1928.